# Piedad (Iglesia de Santa Bárbara, Cracovia)
La Piedad es una escultura venerada en la Iglesia de Santa Bárbara en Cracovia, Polonia. Esta obra, perteneciente al estilo bello, se encuadra en la corriente artística de las bellas Piedades, constituida por un reducido grupo de esculturas las cuales muestran el cuerpo de Cristo en una posición horizontal, muy común en el arte sacro checo, austriaco, alemán y prusiano.
No se conservan datos sobre el autor de la escultura, a la que se relaciona con un maestro local de Cracovia y, según las últimas investigaciones, también con un artista anónimo muy activo en la República Checa (Praga) o en la Prusia monástica (Toruń), ligado a su vez al círculo del Maestro de la Bella Madona de Toruń, especialmente a la estatua Cristo en Getsemaní, custodiada en Malbork. La Piedad de Cracovia está considerada como una de las obras más valiosas del estilo bello temprano; los valores estéticos influyeron probablemente en el desarrollo de su culto a partir del siglo xvii, siendo frecuente en esta época que la imagen se decorase con diversas vestimentas y joyas.

## Historia
No se conservan datos históricos de la imagen, aunque se sabe que fue elaborada hacia 1390-1400 por un escultor anónimo, desconociéndose quién la comisionó y a dónde fue destinada. Pese a que la construcción de la Iglesia de Santa Bárbara concluyó a finales del siglo xiv, la primera referencia a la Piedad en dicha iglesia no aparece hasta el siglo xvii. En 1677 la obra fue descubierta en el conocido como «pasillo oscuro», si bien las fuentes no indican con precisión en qué zona se hallaba; poco después del descubrimiento, el culto a la Virgen empezó a desarrollarse con rapidez en la iglesia. La Piedad se exhibió inicialmente en un altar lateral y, a partir de 1681, en el altar mayor. Apreciada desde el punto de vista estético, la escultura se colocó entre figuras doradas de ángeles y se cubrió con diversas prendas elaboradas en oro y plata, aunque en ocasiones se revelaba toda la composición figurativa, la cual pasó a ser considerada símbolo de la Inmaculada Concepción. El culto a la Piedad dio lugar a servicios individuales en honor a Nuestra Señora de los Dolores, los cuales se empezaron a organizar en 1726, mientras que a partir de 1731 la estatua fue emplazada en la Capilla de Nuestra Señora de los Dolores (antes dedicada a Santa Ana), en el retablo barroco situado en el altar. Actualmente, la Piedad se custodia en un nicho cerrado con celosía en el lado norte, cerca del altar mayor.

## Descripción
La obra constituye una composición escultórica en piedra caliza de 62 centímetros de altura y policromada, si bien la pintura original ya no se conserva. En el rostro de la Virgen se puede apreciar una expresión de dolor y compasión así como de reflexión y preocupación maternal. María mira con atención el cuerpo sin vida de su hijo, el cual descansa en su regazo fuertemente extendido y dirigido hacia el espectador. Cristo, quien tiene la cabeza inclinada hacia arriba y girada hacia el lado derecho, muestra las manos cruzadas; la mano izquierda está bajada y la derecha apoyada en el muslo, soportando la Virgen con su mano derecha el peso del cuerpo de Jesús mientras con la izquierda toca su antebrazo derecho.
María se muestra aquí como una mujer joven y elegante. El escultor resaltó la nariz y las cejas, las cuales contrastan con la suavidad de la frente, las mejillas, los ojos y los labios. El cuerpo de Cristo está demacrado, tal y como lo demuestran la flácida musculatura de sus brazos y piernas. Los huesos de las costillas están notablemente marcados en el tórax al igual que varias venas en algunas partes del cuerpo (principalmente manos, antebrazos y pantorrillas). Cristo tiene una estilizada corona de espinas en la cabeza, con mechones de cabello largo y ligeramente ondulado colgando de forma poco natural sobre sus hombros, mientras que en el mentón se puede apreciar una barba caracterizada por un bello en espiral y serpenteante, siguiendo un patrón rítmico.
El paño de pureza que cubre las caderas de Jesús contrasta con la riqueza plástica de las vestiduras de María. La Virgen porta un velo el cual cae sobre sus hombros cubriendo casi por completo su cabello, compuesto por mechones ondulados, estando a su vez la túnica casi completamente cubierta con un amplio manto. Los pliegues del velo adquieren patrones fluidos, en su mayoría ondulados y en cascada, con la composición basada en el cruce de dos inclinaciones ligeramente arqueadas. Esta diagonalidad surge por la pose yuxtapuesta de María con respecto a la disposición horizontal del cuerpo muerto de Cristo. Para rematar el conjunto, la Virgen se halla sentada en un trono cuyos lados están decorados con hornacinas enmarcadas por arcadas ojivales con decoraciones de tracería típicas del estilo gótico.

## Análisis
La Piedad de la Iglesia de Santa Bárbara representa un tipo temprano de las llamadas bellas Piedades, una corriente equivalente a otro grupo de figuras surgidas alrededor de 1400: las bellas Madonas. Estas dos tendencias iconográficas no son exclusivas del denominado estilo bello, ya que su ámbito temático es mucho más amplio, aunque en el caso de las bellas Madonas y las bellas Piedades, las características de ambas son muy similares entre sí; las dos se caracterizan por una representación dotada de gran elegancia y refinamiento, siendo tanto María como Jesús idealizados durante la representación del dramático episodio de la Pasión de Cristo, donde el sufrimiento se alivia sutilmente y la Virgen rebosa gracia en mitad del duelo, elemento típico del estilo bello hacia 1400. Los rasgos distintivos de este grupo de obras son el material (piedra) y la función devocional. En algunas zonas de Europa Central se conocen composiciones de este tipo, como las desaparecidas Piedades de las iglesias de San Matías y Santa Isabel en Breslavia, República Checa, si bien el grupo más grande se conserva en Austria (especialmente en Salzburgo y Tirol) y áreas vecinas: las zonas del sur del Reich (Baviera) y el norte de Italia (Friul) así como Eslovenia. En el contexto de la Piedad de Cracovia, entre las imágenes más elegantes se incluyen dos Piedades procedentes de la Abadía de Admont y varias otras de Straßburg, cerca de Gurk, Bramberg y Seeon-Seebruck (actualmente en el Museo Nacional Bávaro, en Múnich). Los Caballeros Teutónicos fueron particularmente gustosos de las bellas Piedades, tal y como lo desmuestran las obras presentes en los terrenos de la orden a lo largo y ancho de Europa (Prusia monástica, Friul, Eslovenia, Carintia, Baja Estiria, Hesse, etc.). Actualmente dan testimonio de la belleza característica de las bellas Piedades las conservadas en la Iglesia de Santa Isabel, en Marburgo, y en los castillos de Velika Nedelja y Goričane (ahora en la colección de la Galería nacional de Eslovenia, en Liubliana) así como en Celje, destacando igualmente las ubicadas en zonas del norte de Italia, como la Piedad de Treviso y la Piedad de la Basílica de San Zenón en Verona. También se ha conservado un gran conjunto de Piedades en el Bajo Rin y sus alrededores, principalmente la Piedad de la Iglesia de San Lamberto en Düsseldorf, además de las Piedades de las iglesias de San Albano y San Colón en Colonia, la de la abadía cisterciense de Marienstatt, y la de Maastricht (Limburgo). Otras obras de este tipo incluyen las representaciones de Jena (Turingia) y de la Catedral de Magdeburgo.
La historiografía artística de la Piedad de Cracovia es abundante, con la literatura antigua remontándose a 1745, si bien existe un debate sobre la técnica a partir de la cual se originó la obra. La tesis sobre el Maestro de las bellas Madonas defendida por Paul Heinz Clasen atribuye la Piedad  a este escultor, un destacado artista que ejerció su oficio en varios lugares, exportando y distribuyendo esculturas encuadradas en el estilo bello, aunque se han apreciado numerosas diferencias estilísticas que hacen dudosa esta atribución. Así mismo, se ha criticado otra tesis, ampliamente aceptada, acerca de Cracovia como lugar de origen de la obra: la razón principal radica en la escasez de imágenes similares en esta ciudad además de que las esculturas de este tipo relacionadas con ella poseen características diferentes, motivo por el que la Piedad se considera una obra aislada del arte de Cracovia alrededor de 1400. Según las últimas investigaciones, el alto nivel artístico de la estatua la sitúa en un contexto diferente, principalmente debido a que Praga es considerado como uno de los más destacados centros artísticos que conllevaron la formación del estilo bello, razón por la cual se asume el probable origen checo de la Piedad y su presunta exportación a Cracovia, aunque sus orígenes podrían estar en la Prusia monástica, donde el escultor, creador de la Madona de Toruń y la escultura Cristo en Getsemaní, es conocido como el Maestro de la Bella Madona de Toruń. La Piedad de Cracovia se considera una obra originaria de este círculo debido a muchas características estilísticas comunes, como la belleza de las imágenes y el hecho de que estas representaciones fueron difundidas por los Caballeros Teutónicos no solo en Prusia, sino también en Hesse, Friul y Eslovenia. En base a esto surgió otra hipótesis la cual defiende la posibilidad de que la escultura fuese llevada a Cracovia desde el estado teutónico tal vez como resultado de hostilidades, las cuales se intensificaron en los años 1409-1411, prefiriéndose posteriormente el estilo gótico en las artes plásticas.